# Libor Žondra
Libor Žondra (* 22. června 1989, Pivín) je český fotbalový útočník, od července 2016 působící v týmu FC Hradec Králové. Hraje na hrotu útoku, vyznačuje se silovým pojetím hry.

## Klubová kariéra
Libor Žondra prošel mládežnickými výběry mužstva Sokolu Pivín. Od svých patnacti let nastupoval za muže Pivína v 1. B třídě. Po vystudování střední školy pracoval v prostějovských železárnách, ale poté se začal opět věnovat fotbalu a hrál za Sokol Určice působící v krajském přeboru. Následně oblékal také dres klubu SK Hranice na Moravě.

### 1. HFK Olomouc
Před sezonou 2009/10 přestoupil do týmu 1. HFK Olomouc. S mužstvem vybojoval v jarní části ročníku 2011/12 postup do druhé ligy. Po podzimu 2012 si jej na čtrnáctidenní zkoušku pozval v lednu 2013 klub FC Hradec Králové, kde o Žondru projevil zájem tehdejší trenér Jiří Plíšek. Testy byly nakonec předčasně ukončeny, protože Libor dostal zánět Achillovy šlachy a vrátil se do 1. HFK. 1. HFK Olomouc v sezoně 2012/13 skončila na čtvrtém místě, ale před následující ročníkem se přihlásila o soutěž níže, tedy do MSFL.

### FC Hlučín (hostování)
Před jarní částí sezony 2010/11 odešel na hostování do klubu FC Hlučín, kde poprvé okusil druhou nejvyšší soutěž. Celkem za tým, který na jaře 2011 sestoupil do Moravskoslezské fotbalové ligy, odehrál 14 zápasu v lize a dal dvě branky.

### 1. SC Znojmo
V červenci 2014 přestoupil do týmu 1. SC Znojmo, které tehdy sestoupilo z první ligy. Přišel jako náhrada za Václava Vašíčka, jemuž skončilo hostování z SK Sigma Olomouc. Na jaře 2016 bojoval s klubem o postup do první ligy, ale mužstvo nakonec skončilo na třetím místě tabulky. Ve Znojmě se Žondrovi střelecky dařilo, během dvou let vsítil 18 branek v 47 ligových střetnutích.

### FC Hradec Králové
Před ročníkem 2016/17 byl na testech v polském týmu Piast Gliwice, zájem měli mj. také kluby MFK OKD Karviná a FC Baník Ostrava, ale fotbalista nakonec přestoupil 22. června 2016 (v den svých sedmadvacátých narozenin) do mužstva FC Hradec Králové. S tehdejším nováčkem nejvyšší soutěže uzavřel kontrakt na dva roky s následnou opcí. V Hradci se sešel s Janem Pázlerem, se kterým působil již ve Znojmě.

#### Sezona 2016/17
V nejvyšší soutěži debutoval v dresu Hradce Králové 14. 8. 2016 v utkání 3. kola proti FK Dukla Praha (prohra 0:3), odehrál celý zápas.